# Saint-Aubin-du-Plain
Saint-Aubin-du-Plain is een gemeente in het Franse departement Deux-Sèvres (regio Nouvelle-Aquitaine) en telt 554 inwoners (1999). De plaats maakt deel uit van het arrondissement Bressuire.

## Geografie
De oppervlakte van Saint-Aubin-du-Plain bedraagt 14,2 km², de bevolkingsdichtheid is 39,0 inwoners per km².
De onderstaande kaart toont de ligging van Saint-Aubin-du-Plain met de belangrijkste infrastructuur en aangrenzende gemeenten.

## Demografie
Onderstaande figuur toont het verloop van het inwonertal (bron: INSEE-tellingen).